# Pay It Forward
Pay It Forward (Cadena de favores) es una película estadounidense de 2000 dirigida por Mimi Leder y protagonizada  por Haley Joel Osment, Kevin Spacey, Helen Hunt y Jon Bon Jovi. La historia está basada en la novela homónima de Catherine Ryan Hyde.
Fue galardonada con el Premio Blockbuster Entertainment 2000 de Blockbuster Inc, al actor secundario favorito, género drama/romance.[cita requerida]

## Resumen
En Los Ángeles un ladrón y una chica se encuentran dentro de una casa en los suburbios, rodeada de policías. En eso llega Chris Chandler, que es reportero, y le piden que se vaya, pero no hace caso y sigue viendo la escena. Los policías dejan de ver al sospechoso y este sale del garaje con una camioneta, derecho a destruir el auto de Chris y escapa. Chris se frustra, y en eso llega un viejo, que le ofrece las llaves de su carro (un Jaguar, nada menos) Chris, muy confundido, empieza a gritarle y a decirle que está loco, y el viejo explica que le debía un favor a alguien.
En una escuela de Las Vegas, está un chico de 11 años llamado Trevor McKinney. Los estudiantes llegan a la clase de 7º grado, empezando con su nuevo profesor de ciencias sociales, Eugene Simonet al cual todos miraban con cara rara porque tiene la cara quemada por un problema infantil que después explicará a Arlene. A continuación, el profesor dice a los alumnos qué es lo que van a hacer todo el año y les expone la tarea principal: "dar una idea para cambiar el mundo y ponerla en práctica". Trevor pregunta a Eugene qué hace él para cambiar al mundo, a lo que Eugene responde que hace algo que otros no pueden hacer, como enseñar ciencias sociales. En ese momento a Trevor se le viene a la cabeza una parte de su plan. 
De camino a casa, Trevor ve unos vagabundos y ya casi cerca de casa ve en un basurero a muchos pobres que no tienen dónde dormir.  Al día siguiente expone en el colegio su idea que consiste en que él haga un favor a tres personas, algo que ellas no puedan hacer por sí mismas, y que cada una de ellas haga lo mismo con otras tres, y así sucesivamente. Al llegar a casa ve que su madre no está. Trevor se sienta al lado de un vagabundo que trajo, llamado Jerry, y este no dice nada. Cuando Trevor se duerme, su madre, Arlene, llega y va al garaje, donde está una camioneta desmontada, va derecha a ver el interior de la camioneta y no ve nada, va a la lavadora, saca todo y empieza a beber alcohol, sale de la habitación, se observa la parte trasera de la camioneta, donde se ve a Jerry, asustado pero bien arropado. 
Por la mañana Trevor se despierta antes que su madre y encuentra la botella de alcohol, la vacía y la tira a la basura. Cuando ella baja a hacer el desayuno, Trevor, furioso, le dice lo que encontró y le pregunta por qué lo hacía. Antes de salir por la puerta, viene Jerry, Arlene se asusta y lo echa de la casa. Trevor le explica que estaba allí por la tarea que el profesor había puesto. Arlene va a la escuela y se encuentra con el profesor y empiezan a charlar sobre la tarea. Cuando Arlene llega a su casa, escucha un ruido en el garaje, coge un arma que estaba guardada y ve a Jerry. Él le explica que reparó el auto, pero ella lo echa de nuevo. Al día siguiente, Trevor va hacia el nuevo trabajo de Jerry en el Hotel Royal, y al preguntar por él, otros que estaban con él le decían que se vaya, aunque él seguía creyendo que Jerry estaba ahí, y era verdad, solo que estaba muy ebrio y desorientado, así que Trevor se va. Al volver, saca su libro donde tiene un árbol, la cadena de favores, y al ver que no pudo ayudar más a Jerry, lo tacha. Aún quedaban dos espacios, y en uno pone al profesor Eugene Simonet. 
Para ayudarlo, va al salón de profesores en el colegio y le entrega una nota que dice que si Eugene podría ir a la casa de Trevor, solo para hablar con la mamá. Lo que planeaba Trevor es que su mamá y el profesor se enamoren y salgan juntos. Trevor, fingiendo un dolor de estómago, los espía. El encuentro transcurre bien hasta que una amiga de Arlene llega y la cita acaba. Ahí, Arlene va al cuarto de Trevor y empiezan a discutir y ella le da una bofetada a Trevor por contestar irrespetuosamente y tacharla de  alcohólica. Asustada va a la cochera y busca más licor pero no lo encuentra, empieza a buscar en la cocina y recuerda que tenía una en una lámpara, la coge y empieza a beber. Vuelve al cuarto para ver si su hijo está mejor, pero no se encuentra allí, así que con desesperación llama a la policía pero no la ayudan, por lo que llama a Simonet. Él la recoge y sospecha que Trevor puede estar en la estación de autobuses, así que se van para allá. En la estación, Trevor está en unas sillas con monedas, y llega un señor extraño y lo coge para “llevárselo” y Simonet llega y se lo lleva al baño y le golpea, entonces Arlene empieza a hablar con Trevor sobre sus problemas y hacen las paces. 
Después muestran en la película a Chris hablando con un preso sobre una cadena, el preso dice que el sacó la cadena de la mente, mintiendo al periodista, después dice que fue una vieja que le dio la idea. En este momento, Simonet está vistiéndose para ir al casino, aunque lo único que quiere es verse con Arlene. Al llegar al casino, la encuentra y le pregunta que si quiere salir con él y ella le responde que sí. Al llegar a casa le dice a Trevor que se ha retrasado, se viste con rapidez y Trevor le da unas “instrucciones” para estar con él. Al llegar donde él está le dice que la perdone por llegar tarde y este lo hace y se van. En la escena siguiente está el preso, otra vez con Chris y le cuenta la historia con la vieja. El le cuenta algo totalmente diferente a lo que pasa, él dice que va a la iglesia y está robando una grabadora, él dice que lo estaban persiguiendo unos matones y eran policías. Después él se cae y la vieja le ayuda, así que esta lo lleva a un basurero, que es donde vive, y le dice lo de que debe pagar a un tercero, y este sin saber qué es, le pregunta hasta que le dice, y el, un mes después de ese suceso con la señora, ayuda al viejo que le dio el coche a Chris, continuando la cadena. Después está Arlene con su amiga y Trevor en una pista de karts y empiezan a charlar sobre Eugene, preguntando si se va a acostar con él. Al volver a casa con Eugene, ella dice que entre a pesar de que Eugene no quiere por miedo. Empiezan a discutir y se dan un beso, pero Eugene se le separa y se va. A la noche siguiente pasa lo mismo pero con mayor fuerza, y Arlene se le declara a Eugene al igual que él a ella, pero siguen discutiendo, se dan un beso pero Eugene se aleja de nuevo y ella se va. Aquí muestran a Adam, el amigo de Trevor que va en una calle solo y llegan los bravucones, y esos lo empiezan a molestar y Trevor llega, pero al tener mucho miedo, no hace nada y deja que golpeen a Adam y que le tiren al basurero. 
En la escuela, tacha a Simonet y a Adam, sin poder tener éxito con su idea. En eso llega Simonet a donde Trevor y empiezan a hablar y este le nombra que su padre va a volver, y que no quiere porque sabe que le pegaba a su madre y que él no hizo nada, por eso le pide a Simonet que vuelva, para que su padre no vuelva a maltratarlos. Esa noche, el Sr. Simonet llega a casa de Trevor, para ver a Arlene, y que hablen. Cuando Trevor se duerme, estos tienen una noche romántica, y Eugene por fin muestra de que tenía miedo, de mostrar todo su cuerpo quemado. Después, Jerry, camina por un puente y encuentra a una señora que se iba a tirar. Jerry le pide que no lo haga, y ahí le dice; "Salte en mi vida", y ella se baja y este la invita a un café y los dos se van. Por la noche, Eugene, Arlene y Trevor estaban viendo la televisión y llega Ricky McKinney, el exnovio de Arlene. Eugene sale de la casa, sube al coche rápidamente y se va. Ricky y Arlene empiezan a hablar y Arlene sale de la casa para buscar a Eugene. Al encontrarlo en un hotel estos empiezan a hablar y a discutir sobre Trevor y su padre, de lo que le podía hacer, y ahí Eugene le cuenta la historia de por qué tiene esas cicatrices, que fueron debido a cuando Simonet quería defender a su madre y su padre le quemó la cara. Antes de irse, Eugene le dice; “No hace falta que le pegue, basta con que no lo quiera”. Y se va. Al día siguiente, Trevor estaba de camino a casa, y casi se choca con un coche, el cual era el de Chris. 
En la casa, Trevor estaba jugando y escuchando música muy alto, mientras que Arlene y Ricky empiezan a discutir, y Trevor asustado se sienta en el suelo de la habitación y Arlene entra y cierra la puerta, pidiéndole perdón a su hijo. Ricky finalmente se va. Al día siguiente en la escuela, todos ya habían salido del salón menos Trevor, y este le pregunta si va a seguir la cadena, y este le responde que seguirá la cadena, pero que no puede ayudar a su mamá. Trevor le insiste, pero él no quiere, y le dice; “yo no le importo” y Eugene responde: “Sí me importas, y mucho” y Trevor, de una manera furiosa le responde: “pues claro, eres mi profesor, y por eso te pagan”. Esa noche, Chris encuentra a la vieja nombrada por el preso y empiezan a charlar. Ella le cuenta sobre la llegada de Arlene, y empiezan a hablar y Arlene le trata de hacer un favor, y es el de dejar el alcohol o al menos, de ir al cumpleaños de Trevor. En el cumpleaños de Trevor, Chris llega a la casa, y habla con Arlene sobre lo que hizo su movimiento. Al día siguiente, en la escuela, Chris le hace una entrevista a Trevor, preguntando sobre el movimiento y todo eso. Al finalizar, Trevor baja por la bicicleta y ve que otra vez están golpeando a Adam. Trevor, decidido, ataca a los bravucones atropellándolos con la bicicleta. Estos le agarran, y uno de ellos lo apuñala con una navaja. En eso, llegan Arlene y Eugene y lo ven en el suelo, desangrándose. En el hospital, llega el doctor informando que el joven ha muerto. De vuelta en la casa, encienden el televisor y miran las noticias, y todo es sobre el joven Trevor. Al salir a la puerta, se ve a toda la ciudad de Las Vegas con velas y flores, incluyendo a los chicos de la escuela, los familiares y Chris.

## Reparto
- Haley Joel Osment como Trevor McKinney.
- Helen Hunt como Arlene McKinney.
- Kevin Spacey como Eugene Simonet.
- Jon Bon Jovi como Ricky McKinney.
- Jay Mohr como Chris Chandler.
- Angie Dickinson como Grace.
- James Caviezel como Jerry.
- Kathleen Wilhoite como Bonnie.
- David Ramsey como Sidney Parker.
- Marc Donato como Adam.
- Liza Snyder como Michelle.
- Colleen Flynn como la mujer suicida.